# Hemmendorf (Rottenburg)
Pour les articles homonymes, voir Hemmendorf.
Hemmendorf est un quartier de la ville de Rottenburg am Neckar, situé en République fédérale d'Allemagne, dans le Land du Bade-Wurtemberg, dans l'arrondissement de Tübingen.

## Géographie
Hemmendorf est situé a environ neuf kilomètres au sud de Rottenburg, sur un plateau.

### Expansion
Le territoire communal du quartier de Bad Niedernau s'étend sur 657 hectares. 58,8 % de ce territoire sont consacrés à l'agriculture, 34,1 % à la sylviculture, 9,7 % constituent des zones d'habitations, 0,5 % un plan d'eau.

## Population
Au 31 janvier 2008, Hemmendorf rassemblait 848 habitants (densité de population de 129 hab./km2).

### Religions
La majorité des habitants de Hemmendorf sont catholiques.